# Bernard Gantner
Bernard Gantner (* 16. August 1928 in Belfort; † 1. Juni 2018 ebenda) war ein französischer Landschaftsmaler, Lithograf und Illustrator.

## Leben
Gantners Familie stammte aus dem Elsass. Während des Zweiten Weltkriegs begeisterte der Leiter des Museums Belfort den Neunjährigen für die Welt des Malens. Während der kriegsbedingten Schließung des Museums studierte er die dortigen Werke mittelalterlicher Kunst sowie insbesondere Künstler wie Delacroix, Courbet und Jongkind.
Nach dem Schulbesuch in Belfort ging Gantner nach Paris, um dort Kunst zu studieren. Nach Belfort zurückgekehrt, experimentierte er mit unterschiedlichen Materialien und Techniken. Der künstlerische Durchbruch gelang Bernard Gantner, der hauptsächlich im impressionistischen Stil malte, im Jahr 1961, als er einen Kritiker-Preis, den "Prix de la Critique", gewann. Auch wandte er sich verstärkt der Lithographie zu, illustrierte eine Reihe bekannter Werke und verlegte seitdem bibliophile Werke selbst. Von besonderem Reiz sind seine Winterlandschaften. Ausstellungen häuften sich in Frankreich und auch im Ausland.
1998 wurde er mit dem Orden der Ehrenlegion ausgezeichnet. In Bourogne gibt es ein Kulturzentrum Gantner, wo Ausstellungen, Videovorführungen, Konzerte, Begegnungen und interaktive Kommunikationen veranstaltet werden. In Lachapelle-sous-Chaux, wo der Künstler seit 1962 wohnte, steht inmitten eines Parks das Musée Gantner "Le Genechey". Dort sind Ölgemälde, Aquarelle und Zeichnungen Gantners sowie dessen archäologische Sammlung ausgestellt.

## Auszeichnungen
- 1961: Prix de la Critique
- 1998: Ehrenlegion

## Belege
1. ↑  Gantner : décès d’un artiste de la nature, französisch, abgerufen am 3. Juni 2018

| Personendaten    | Personendaten                                             |
| ---------------- | --------------------------------------------------------- |
| NAME             | Gantner, Bernard                                          |
| KURZBESCHREIBUNG | französischer Landschaftsmaler, Lithograf und Illustrator |
| GEBURTSDATUM     | 16. August 1928                                           |
| GEBURTSORT       | Belfort                                                   |
| STERBEDATUM      | 1. Juni 2018                                              |
| STERBEORT        | Belfort                                                   |